# Земля Оутса
Земля Оутса (англ. Oates Land) — це клиноподібний сегмент території Східної Антарктиди, що простягається вздовж берега Оутса на півночі і всередину материка, аж до Південного полюса.

## Географія

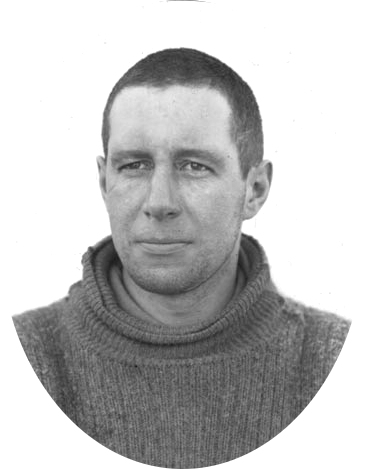
Лоуренс Оутс

Частина австралійської претензійної території Антарктики Вона поширюється між 153° 45' с.д. і 160° с.д. утворюючи клин між 60° та 90° п.ш. (Південний полюс). На сході обмежена Територією Росса і на заході перекривається з Землею Георга V.

## Відкриття та дослідження
Земля була відкрита у лютому 1911 року лейтенантом Гаррі Пеннеллом, Королівського військово-морського флоту, командиром корабля «Терра-Нова», експедиційного корабля Британської антарктичної експедиції, 1910-13 років. Названа на честь капітана Лоуренса Едварда Грейса «Тітуса» Оутса капітана 6-го Інніскіллінгського драгунського полку, який разом із керівником експедиції капітаном Робертом Скоттом та ще трьома супутниками загинув під час зворотного шляху з Південного полюса 16 березня 1912 року. Земля була досліджена експедицією ВМС США під час операції «Гайджемп» (1946-47), Радянською антарктичною експедицією (1958), експедицією ANARE (1959, 1961 і 1962), експедицією ВМС США (1960-62) та Геологічною службою США (1963–64).